# Megachoriolaus atripennis
Megachoriolaus atripennis là một loài bọ cánh cứng trong họ Cerambycidae.